# كوري بلاكيت
كوري بلاكيت تايلور هو لاعب كرة قدم في الدوري الإنجليزية يلعب مع نادي النصر ترانمير روفرز.